# Alburnus baliki
Alburnus baliki е вид лъчеперка от семейство Шаранови (Cyprinidae). Видът е застрашен от изчезване.